# Conus dorreensis
Espèce
Statut de conservation UICN

 LC  : Préoccupation mineure
Conus dorreensis est une espèce de mollusques gastéropodes marins de la famille des Conidae.
Comme toutes les espèces du genre Conus, ces escargots sont prédateurs et venimeux. Ils sont capables de « piquer » les humains et doivent donc être manipulés avec précaution, voire pas du tout.

## Description
La taille de la coquille varie entre 11 mm et 48 mm. La spire est convexe, élevée et tuberculée. Toute la surface est couverte de très fines lignes tournantes minutieusement perforées. L'épiderme est jaune olive, très fin, généralement persistant en un très large bandeau sur le verticille, mais absent de l'épaule étroite et des bandes basales, qui, avec la spire, sont blanches.

## Distribution
Cette espèce marine est endémique à l'Australie et se trouve au large de l'Australie-Occidentale.

### Niveau de risque d’extinction de l’espèce
Selon l'analyse de l'UICN réalisée en 2011 pour la définition du niveau de risque d'extinction, cette espèce est endémique à l'Australie et se limite à l'Australie-Occidentale, d'Albany à l'île de Monte Bello. Une bathymétrie précise n'a pas été trouvée dans la littérature mais elle est enregistrée comme étant une espèce d'eau peu profonde car elle vit dans les habitats intertidaux et subtidaux jusqu'à 30 m. Il n'y a pas de menaces majeures connues pour affecter cette espèce, elle est considérée comme commune et localement abondante, et sa distribution chevauche plusieurs aires marines protégées. Elle est classée dans la catégorie " préoccupation mineure ".

## Taxonomie

### Publication originale
L'espèce Conus dorreensis a été décrite pour la première fois en 1807 par le naturaliste et explorateur français François Péron (1775-1810) dans la publication intitulée « Voyage de découvertes aux Terres Australes, exécuté par ordre de sa Majesté l'Empereur et Roi, pendant les années 1800 1801, 1802, 1803 et 1804 »,.

### Synonymes
- Conus (Virroconus) dorreensis Péron, 1807 · appellation alternative
- Conus pontificalis Lamarck, 1810 · non accepté
- Dyraspis dorreensis (Péron, 1807) · non accepté

## Identifiants taxonomiques
Chaque taxon catalogué par les bases de données biologiques et taxonomiques possède un identifiant qui permet d'établir un point de référence. Les identifiants de Conus dorreensis dans les principales bases sont les suivants :
AFD : Conus_(Virroconus)_dorreensis - BOLD : 650299 - CoL : XXB5 - GBIF : 5795837 - iNaturalist : 431944 - IRMNG : 10539609 - TAXREF : 155487 - UICN : 192364 - WoRMS : 426481 - ZOBODAT : 120366